# Zwartbekgrondel
De zwartbekgrondel (Neogobius melanostomus) is een straalvinnige vissensoort uit de familie van grondels (Gobiidae). De wetenschappelijke naam van de soort is voor het eerst geldig gepubliceerd in 1814 door Pallas. Er zijn twee ondersoorten beschreven: Neogobius melanostomus melanostomus en Neogobius melanostomus affinis. In 2006 werd voorgesteld om het geslacht voor deze soort te herbenoemen als Apollonia, vandaar dat de zwartbekgrondel soms nog met Apollonia melanostomus wordt aangeduid. Doch in 2009 werd de oorspronkelijke geslachtsnaam herbevestigd.

## Kenmerken
De zwartbekgrondel is een bodemvis en heeft de ogen bovenaan de kop staan. De kop is breder dan de rest van het eerder gedrongen lichaam, waardoor de vis sterk gelijkt op de rivierdonderpad. De basiskleur is geelgrijs tot olijfgroen, met bruine vlekken. In de paaitijd kunnen de mannetjes zwart worden; de rand van de achterste rugvin en van de staart wordt dan wit. Zwartbekgrondels kunnen tot 25 cm lang worden. De mannetjes zijn groter dan de vrouwtjes. Een belangrijk kenmerk waarmee de zwartbekgrondel zich onderscheidt van andere soorten, is dat de buikvinnen vergroeid zijn tot een zuignap. In tegenstelling tot wat zijn naam doet vermoeden, heeft de zwartbekgrondel geen zwarte bek. Er is wel een kenmerkende zwarte vlek op het achterste deel van de eerste rugvin. De zwartbekgrondel heeft twee rugvinnen: de voorste rugvin heeft 5 tot 7 harde vinstralen, de achterste rugvin heeft 13 tot 16 zachte vinstralen.

## Levenswijze

### Leefgebied
Zwartbekgrondels leven in kustwateren en rivieren met zandbodems of stenen. Een omgeving met veel schuilmogelijkheden geniet de voorkeur. De watertemperatuur mag schommelen tussen 0 en 30 °C. Ook het zoutgehalte is geen belemmering: de vis leeft in zoet water, evenals in brak tot zout water. In zout water worden zwartbekgrondels groter dan in zoet water en groeien ze ook sneller. Hij kan een laag zuurstofgehalte verdragen en leven in dieptes van 10 cm tot 70 m.

### Voedsel
De zwartbekgrondel leeft vooral van kleine diertjes die op de bodem van de rivieren leven: slakken, kreeftjes, mossels, maar ook visjes en andere eetbare zaken. De grondels hebben zowel aan de boven- als onderzijde van het faryngeaal kaakapparaat tanden waarmee ze het voedsel vermalen.

### Voortplanting
De paaitijd valt tussen eind april en eind augustus. Twee- tot zesmaal per jaar worden 300 tot 5000 eitjes gelegd op een harde ondergrond (stenen, schelpen). De mannetjes bewaken de eitjes. Vrouwtjes zijn geslachtsrijp rond 2-3 jaar, mannetjes rond 3-4 jaar. In Noord-Amerika bleken de vissen tot een jaar sneller geslachtrijp te zijn. Zwartbekgrondels leven maximaal vier jaar, doch in de Baltische Zee werd vastgesteld dat ze daar tot zes jaar oud kunnen worden. Jonge zwartbekgrondels doen soms aan kannibalisme en eten de eitjes van soortgenoten op. Ze blijken het verschil tussen eitjes van de eigen soort en die van andere soorten te kunnen ruiken.

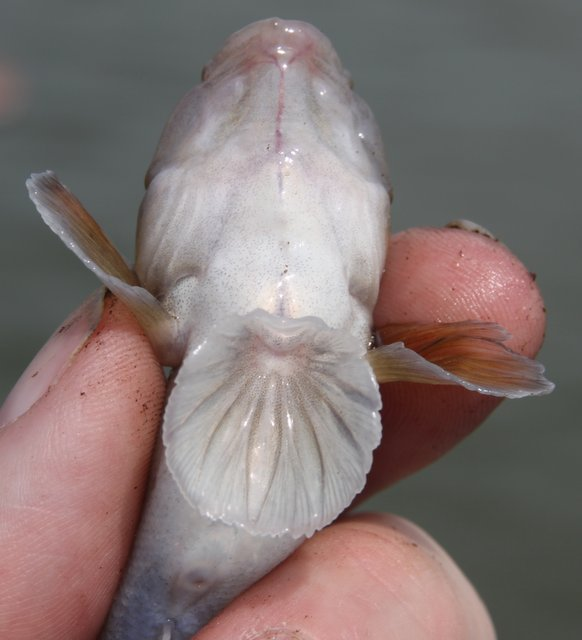
Zuignap van de zwartbekgrondel
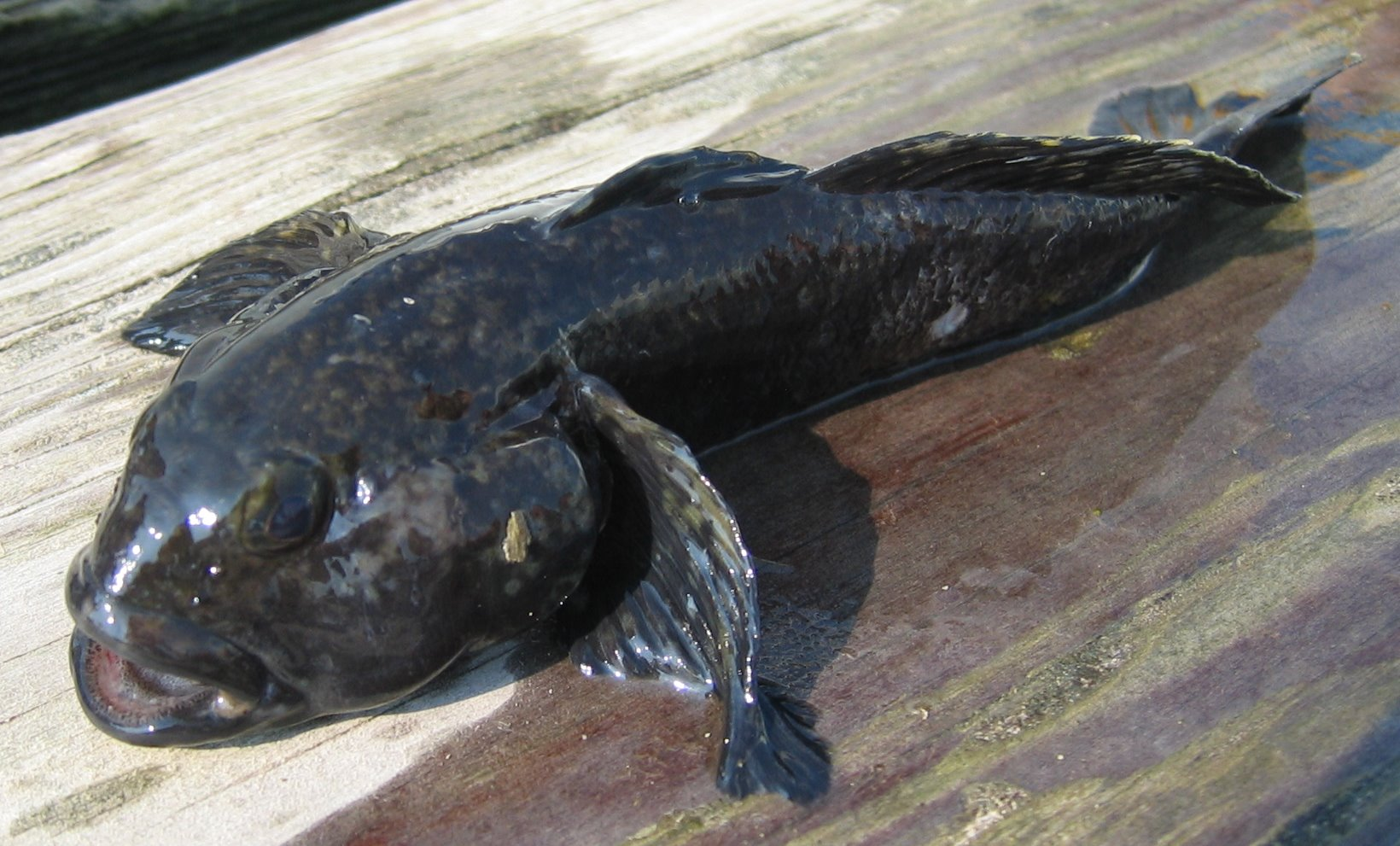
Zwart mannetje in de paaitijd
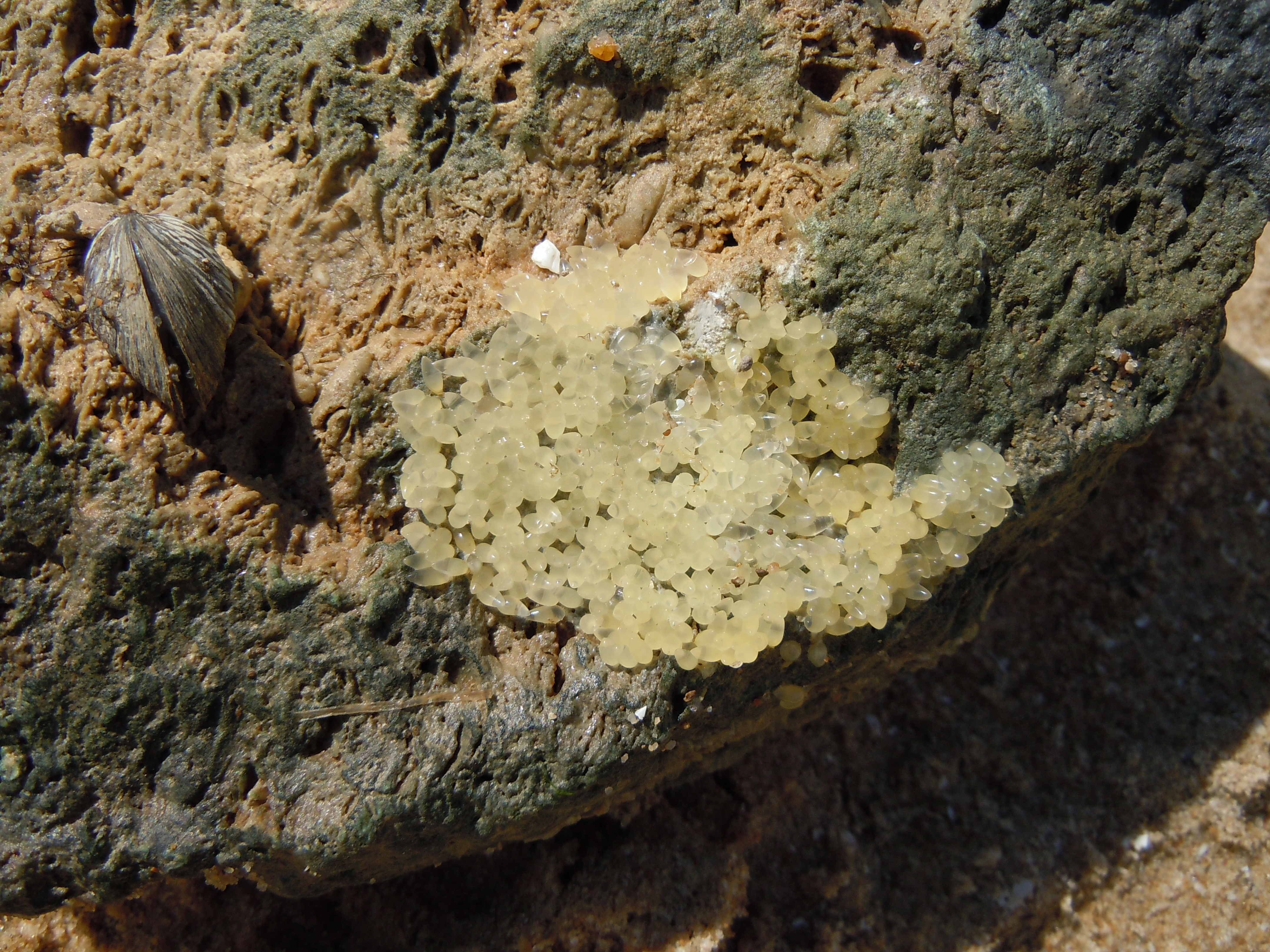
Eitjes van de zwartbekgrondel
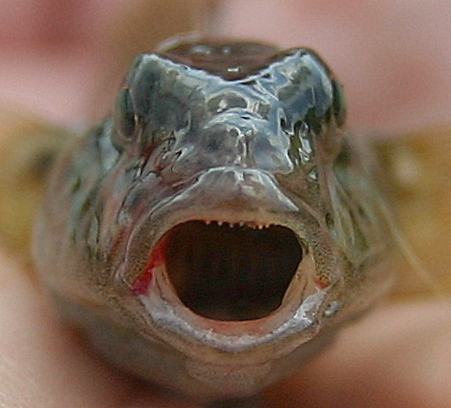
Vooraanzicht van kop

## Verspreiding

### Thuisbasis
De oorspronkelijke thuisbasis van de zwartbekgrondel is oostelijk Europa en Azië, meer bepaald de Kaspische Zee, de benedenloop van de Donau, de Zee van Azov, de Zee van Marmara, de Zwarte Zee en erbij aansluitende rivieren. In de Kaspische Zee en omgeving leeft de ondersoort Neogobius melanostomus affinis. Neogobius melanostomus melanostomus leeft in en rond de Zwarte Zee, Noord-Amerika en de meeste Europese gebieden waarin de soort oorspronkelijk niet voorkwam.

### Exoot
De verspreiding buiten de eigenlijke thuisbasis van de zwartbekgrondel is vermoedelijk reeds bezig sinds de helft van de 20e eeuw. Eind jaren 1950 werd de soort voor het eerst opgemerkt in het Aralmeer en in 1985 in de Moskva nabij Moskou. Sinds begin jaren 1990 is er echter een veel sterkere invasie bezig van de zwartbekgrondels, zowel in Amerika als in Europa. In vele landen is de vis nu een invasieve soort of ongewenste exoot. Verschillende oorzaken kunnen aan de basis liggen van de verspreiding. Invoer via ballastwater van schepen wordt als belangrijkste oorzaak vernoemd voor de verspreiding over grote afstand, zowel binnen als buiten Europa. Binnen Europa wordt de afwerking van het Main-Donaukanaal in 1992 als belangrijke oorzaak beschouwd voor de verspreiding van meerdere soorten grondels, waaronder de zwartbekgrondel, naar het westen. Ook het vrijlaten van gekweekte exemplaren of het ontsnappen van zwartbekgrondels die als aas gebruikt werden bij de visvangst, kan een bijkomende rol spelen.

#### Noord-Amerika
In 1990 werden de eerste zwartbekgrondels in Noord-Amerika gevangen nabij de Grote Meren, meer bepaald in de St. Clair River in Sarnia. Sindsdien kende de soort er een massale verspreiding. Ze wordt gevonden in elk van de Grote Meren en in de erop aansluitende rivieren in de Verenigde Staten en Canada en in de mondingsgebieden zijn ze zelfs de meest voorkomende soort geworden. Amerikaans onderzoek toonde aan dat de soort zich stroomafwaarts verspreid met ongeveer 25 km per jaar. De gevolgen van de invasie van de soort voor de inheemse soorten zijn duidelijk merkbaar: zwartbekgrondels zijn erg agressief naar concurrenten, kweken snel en eten veel. Een inheemse soort donderpad (Cottus bairdii) werd grotendeels verdreven uit het zuidelijk Michiganmeer door het afnemen van voedsel, ruimte en paaiplaatsen door de zwartbekgrondels. Bij de voedseldieren werd een sterke afname van de quaggamossel (op haar beurt een vroegere invasieve exoot), de vlokreeften Gammarus fasciatus en Echinogammarus ischnus in het Eriemeer.

#### Europa
Binnen Europa werd eerst een verdere verspreiding van de soort in Oost-Europa vastgesteld. Later volgden Centraal-Europa en West-Europa.

##### Centraal-Europa
In 1990 werd de zwartbekgrondel voor het eerst gevangen in de Poolse Oostzee, met name in de baai van Puck in de Bocht van Gdańsk. Van daaruit koloniseerde de soort de Duitse kustgebieden en de Wisła. Nadien werd de vis teruggevonden in alle omringende kustgebieden, van Letland en Estland tot Finland en Zweden. De zwartbekgrondel komt voor in heel het Rijngebied, tot en met de Rijndelta, evenals in de Moezel. Begin 21e eeuw werd de soort waargenomen in de Oder in Polen en Duitsland. In 2009 werd vastgesteld dat het er zich een vruchtbare populatie had gevormd in de Oderhaf.
In 2011 werd de zwartbekgrondel voor het eerst waargenomen in de Hoge Rijn. In 2012 ontdekten onderzoekers de soort toevallig (men was op zoek naar Kesslers grondel) in de Rijn bij Bazel, wat meteen de eerste officiële waarneming in Zwitserland was.

##### Zuidoost-Europa
Half de jaren 1990 verspreidde de soort zich ook verder in Zuidoost-Europa, met name naar de bovenloop van de Donau, waar ze voor het eerst in Servië werd aangetroffen.

##### Nederland
De eerste waarnemingen van zwartbekgrondels in Nederland dateren van 2004. In december 2004 werden de eerste exemplaren gevangen in de Lek nabij Schoonhoven. Sindsdien is de verdere verspreiding snel gegaan. Onderzoek in 2009 toonde aan dat er toen reeds 103 exemplaren gevonden werden per 100 meter oeverlengte in het Hollandsch Diep. De soort leek zich te verspreiden vanuit het gebied van de Benedenrivieren naar de bovenstroomse rivieren. Op dat moment bestond de populatie bodemvissen in het Hollandsch Diep, Nieuwe Merwede en Oude Maas voor 86% uit exotische grondels, met de zwartbekgrondel als belangrijkste. Ook in het Markermeer en het IJsselmeer is de zwartbekgrondel doorgedrongen. Er is vastgesteld dat de rivierdonderpad en het bermpje sterk in aantal teruglopen door de opkomst van de zwartbekgrondel. Een Nederlands experiment toonde aan dat zwartbekgrondels de inheemse riviergrondels opjagen en verdrijven.

##### België
In april 2010 werd voor het eerst een zwartbekgrondel gevangen in België, meer bepaald in de Schelde ter hoogte van Liefkenshoek. Oorspronkelijk werden slechts enkele visjes gevangen. Anno 2014 wordt de soort regelmatig gevangen in de Zeeschelde, het Albertkanaal, de Moervaart, het Kanaal Gent-Terneuzen, het Netekanaal en de Maas. De toename is dermate spectaculair dat men spreekt over "miljoenen exemplaren". Vissers hebben het over een plaag van "Oostblok-piranha's" en klagen dat ze nog weinig anders meer kunnen vangen dan zwartbekgrondels. Dit heeft te maken met hun eetgewoonte: ze eten alle aas en happen veel sneller toe dan andere vissen.

## Status en bescherming
De zwartbekgrondel staat op de Rode Lijst van de IUCN als niet bedreigd, beoordelingsjaar 2008. De vis wordt niet vermeld in de Belgische of Nederlandse wetgeving en is niet beschermd. Als exoot is hij ongewenst en wordt onderzocht hoe de toename kan ingedamd worden.

## Natuurlijke vijanden
De belangrijkste predatoren van zwartbekgrondels zijn aalscholvers. Onderzoek in de Bocht van Gdansk toonde aan dat de vis steeds meer voorkomt in de maaginhoud van aalscholvers. In Noord-Amerika zijn ook steuren, meervallen, waterslangen, kwabalen en verschillende soorten baars natuurlijke vijanden. In Europa komen daar bij de blauwe reiger en kabeljauw.